# 钛酸锂
钛酸锂是一种无机化合物，化学式为Li2TiO3，它是白色高熔点的粉末。
钛酸锂可用作快充钛酸锂电池的阳极组分，也可用作钛酸盐搪瓷或陶瓷绝缘体制造中的添加剂。由于其良好的稳定性，它经常被用作助焊剂。